# Сухих, Николай Алексеевич
Николай Алексеевич Сухих (6 [19] декабря 1917, Скрипачи, Красноярский край — 20 декабря 1967, Белгород-Днестровский, Одесская область) — советский военнослужащий, участник Великой Отечественной войны, полный кавалер ордена Славы, помощник командира взвода 301-й отдельной разведывательной роты, старшина — на момент представления к награждению орденом Славы 1-й степени.

## Биография
Родился 6 декабря 1917 года в деревне Скрипачи Назаровского района Красноярского края. Член ВКП/КПСС с 1944 года. Окончил 9 классов. Работал охотником-промысловиком, слесарем в промыслово-кооперативной артели.
В Красной Армии с 1938 года. В боях Великой Отечественной войны с июля 1941 года.
Помощник командира взвода 301-й отдельной разведывательной роты старший сержант Сухих с разведывательной группой 14 марта 1944 года проник в село Осиповка, окружил дом, где находились противники, первым ворвался в него, взял в плен фельдфебеля, одного солдата сразил.
25 марта 1944 года с разведчиками в 20 километрах северо-западнее посёлка Кривое Озеро пробрался в тыл противника, пленил обер-ефрейтора, захватил автомат, два пистолета и ценные документы.
Приказом командира 213-й стрелковой дивизии от 8 апреля 1944 года за мужество, проявленное в боях с врагом, старший сержант Сухих награждён орденом Славы 3-й степени.
Старшина Сухих в том же боевом составе 5 мая 1944 года, действуя в разведке на правом берегу реки Прут, в 18 километрах севернее города Яссы, обнаружил опорный пункт противника, вместе с другими разведчиками разгромил его гарнизон, уничтожил семь пехотинцев, двоих взял в плен, захватил два пулемёта и семь винтовок.
В ночь на 16 мая 1944 года разведчики под покровом ночи преодолели передний край вражеской обороны. Сухих взял в плен офицера и доставил его в штаб.
Приказом по 52-й армии от 10 июня 1944 года старшина Сухих награждён орденом Славы 2-й степени.
Помощник командира взвода той же роты Сухих во главе разведывательной группы в бою в 7 километрах южнее города Унгены 25 августа 1944 года пробрался в тыл врага. Подобравшись к позициям артиллерийской батареи, разведчики напали на неё. В завязавшемся бою они истребили около двадцати противников и захватили три пушки. Находящиеся неподалёку пехотные подразделения врага предприняли контратаку. По команде старшины Сухих разведчики развернули орудия и артиллерийским и автоматным огнём отбили её. В ходе боя было уничтожено около пятидесяти противников, более десяти из которых на счету Сухих, и взято в плен тринадцать солдат. Воспользовавшись замешательством в стане врага советские стрелковые части выбили врага с занимаемых позиций. Разведывательная группа Сухих своими действиями способствовала успешному продвижению нашей пехоты.
Указом Президиума Верховного Совета СССР от 24 марта 1945 года за мужество, отвагу и героизм, , старшина Сухих Николай Алексеевич награждён орденом Славы 1-й степени.
Участвовал в Параде Победы в Москве 24 июня 1945 года.
В 1946 году младший лейтенант Сухих уволен в запас. Жил в городе Сокаль Львовской области, где работал заведующим производством треста «Межколхозстрой», а затем в городе Белгород-Днестровский Одесской области. Работал директором райпромкомбината.
Умер 20 декабря 1967 года.

## Награды
Награждён орденами Славы 1-й, 2-й и 3-й степени, Красной Звезды, медалями.